# しゃべくりDJ Chageのミュージックアワー
『しゃべくりDJ Chageのミュージックアワー!』（しゃべくりディージェー　チャゲのミュージックアワー）は、歌謡ポップスチャンネルで2016年11月9日から放送中のテレビ番組。Chageの冠番組である。

## 番組概要
70～80年代の昭和歌謡をChageが独自の視点で解説し、しゃべくり倒す。
ラジオブースから当時のレコード盤や流行したアイテムとともにお届けする、観て聴いて懐かしむテレビで観るラジオ風音楽番組。
20世紀の懐かしい話題を特集する「今回のスポットライト」、Chage自身がセレクトした曲を届ける「スーパーベスト1」のコーナーもあり。

## 出演者
- Chage

## エピソード
1. 1979年のヒットナンバー、特集：カラオケのルーツを探せ！
2. 1982年のアイドルヒットナンバー、特集：８０年代アイドルの陰の立役者たち
3. 1972年のヒットナンバー、特集：70年代フォークソング魂
4. 1987年のヒットナンバー、特集：バブル時代とディスコミュージック

## スタッフ
- 構成：久保有輝
- カメラ：高師専吉
- 音声：浅川 潤
- メイク：咲川倫子
- スタイリスト：東野邦子
- 編集：松岡綾子
- MA：土屋由香
- 音効：小澤利之
- スタジオ：jEo
- 技術協力：フロム アール、IMAGICA
- 衣装協力：Johnbull、arth、GLOBE SPECS
- 協力：La,Fuente、RARE高円寺店、高円寺ゴジラや、diskunion昭和歌謡館
- 広報：須賀陽子（IMAGICA TV）
- AD：室岡大貴、池田聡
- AP：内藤友基（IMAGICA TV）
- ディレクター：石津雄馬、松井香与子
- プロデューサー：高木 慶（IMAGICA TV）、阿久津耕太
- 制作協力：WIN'S MOMENT
- 制作著作：歌謡ポップスチャンネル